# Passage on the Lady Anne
"Passage on the Lady Anne" is een aflevering van de Amerikaanse televisieserie The Twilight Zone. Het scenario werd geschreven door Charles Beaumont, gebaseerd op zijn eigen korte verhaal "Song for a Lady".

## Plot

### Opening
Portrait of a honeymoon couple getting ready for a journey - with a difference. These newlyweds have been married for six years, and they're not taking this honeymoon to start their life but rather to save it, or so Eileen Ransome thinks. She doesn't know why she insisted on a ship for this voyage, except that it would give them some time and she'd never been on one before - certainly never one like the Lady Anne. The tickets read 'New York to Southampton' but this old liner is going somewhere else. Its destination... the Twilight Zone.
— Rod Serling

### Verhaal
Allen en Eileen Ransome zijn zes jaar getrouwd, maar hun huwelijk kent vele problemen. Ze besluiten een tweede huwelijksreis te gaan maken in de hoop hun huwelijk nog te kunnen redden. De reis vindt plaats aan boord van een oud oceaanschip genaamd de Lady Anne. Hiermee zullen ze een 14-daagse reis van New York naar Portsmouth maken.
Onderweg ontdekken Eileen en Allen dat de rest van de passagiers uit oude mensen bestaat en dat het schip een andere koers lijkt te varen dan normaal. In elk geval helpt de reis niet om hun huwelijk te versterken en ze besluiten te gaan scheiden zodra ze weer thuis zijn. Dan verdwijnt Eileen opeens.
Wanneer Allen haar terugvindt, draagt ze het nachthemd dat een van hun medepassagiers op haar huwelijksreis droeg. De relatie tussen Allen en Eileen lijkt plotseling weer op te bloeien, en ze dansen die avond in de balzaal van het schip. Dan stopt de Lady Anne plotseling. De kapitein arriveert in de balzaal en vertelt het koppel dat ze per direct van boort zullen worden gezet. Tijd voor een verklaring is er volgens hem niet.
Ondanks hun protesten worden de twee met wat proviand in een reddingsboot overboord gezet. De kapitein verzekert hun nog dat hij de kotter die in de buurt is heeft geïnformeerd. Dit schip zal Allen en Eileen spoedig oppikken. Daarna vaart de Lady Anne op volle snelheid weg en wordt nooit meer teruggezien.

### Slot
The Lady Anne never reached port. After they were picked up by a cutter a few hours later, as Captain Protheroe had promised, the Ransomes searched the newspaper for news - but there wasn't any news. The Lady Anne with all her crew and all her passengers vanished without a trace. But the Ransomes knew what had happened, they knew that the ship had sailed off to a better port - a place called the Twilight Zone.
— Rod Serling

## Rolverdeling
- Lee Philips: Allen Ransome
- Joyce Van Patten: Eileen Ransome
- Wilfrid Hyde-White: Tobias "Toby" McKenzie
- Gladys Cooper: Mrs. Millicent "Millie" McKenzie
- Cecil Kellaway: Ian Burgess
- Alan Napier: kapitein Prothero
- Cyril Delevanti: officier

## Achtergrond
Dit was de laatste aflevering die door Charles Beaumont werd geschreven, hoewel latere afleveringen hem nog wel in de aftiteling noemden als de schrijver. Deze afleveringen waren geschreven door ghostwriters, met name Jerry Sohl.